# 華麗なる対決
『華麗なる対決』（かれいなるたいけつ、原題：Les Pétroleuses、英題：The Legend of Frenchie King、Petroleum Girls）は、1971年公開のフランス・スペイン・イタリア・イギリス合作による西部劇コメディ映画。
クリスチャン＝ジャックが監督を務め、クラウディア・カルディナーレとブリジット・バルドーが主役を演じた。

## あらすじ
1888年、マリー・サラザンがまとめるフランス系移民の町であるテキサス州ブージヴァル・ジャンクションに、新しい家族が入植しにやって来て、ミラーズ一家と名乗る。しかし、その正体は絞首刑になった無法者「Frenchie King」の娘たちであった。長女のルイーズは父の名を残すために、男装して父の犯罪を引き継ごうとする。ルイーズとマリーは闘うことになるが、刑務所に入れられると、町の男たちに復讐するために手を組むのだった。

## キャスト
※括弧内は日本語吹替（テレビ版・初回放送1974年5月24日『ゴールデン洋画劇場』）
- マリア - クラウディア・カルディナーレ（此島愛子）
- ルイーズ（通称：Frenchie King） - ブリジット・バルドー（小原乃梨子）
- 保安官 - マイケル・J・ポラード
- プティ・プリュイ - パティ・シェパード（英語版）
- ヴィルジニー - エマ・コーエン（英語版）
- キャロライン - テレサ・ギンペラ（英語版）
- ジャン - リカルド・サルヴィーノ（英語版）
- ドック・ミレー - アンリ・ザルニアック
- アメリ - ミシュリーヌ・プレール

## 公開
本作のプレミア上映は1971年12月17日、パリのバルザック映画館で行われた。

## 評価

### 批評的反応
本作は概して否定的な評価を受けたが、特にB・バルドーの演技はJean Loup Passekによって批判され、彼女がこの映画の野外アクションの場面でいかに不快に見えるかを指摘された。バラエティ誌のGene Moskowitzはこの映画を「予測可能で、素朴、そして、未熟」と断じ、Tom Milneは「ひどく面白くない」と評価した。

## 参照
- マカロニ・ウェスタン映画の一覧（英語版）
- 1971年の映画